# エナメル葉
エナメル葉（エナメルよう）は歯のエナメル象牙境（英語: Dental-enamel junction）からエナメル質表層へ、もしくはその逆に伸びる石灰化度の低い構造である。簡単に言うと、線状のエナメル質の異常であるが、これによる臨床上の問題点は存在しない。エナメル葉はタンパク質、プロテオグリカン、脂質を含んでいる。
エナメル叢（英語: Enamel tufts）やエナメル紡錘とは似ているが、異なるものである。エナメル叢は小さく、枝分かれしており、エナメル象牙境からのみ起こるが、エナメル葉は線で、エナメル象牙境とエナメル質表層の両方からおこるため、別物である。エナメル紡錘もまた線状であるが、エナメル質形成前や形成中にエナメル芽細胞に取り込まれた象牙芽細胞によって作られるため、エナメル象牙境からのみ存在する。

## 変化
エナメル葉は40歳代まではその数を増やすが、その後は変動が少ない。

## 疫学
エナメル葉は男性の歯に多いことが報告されている。